# Fürstliche Sammlungen Liechtenstein

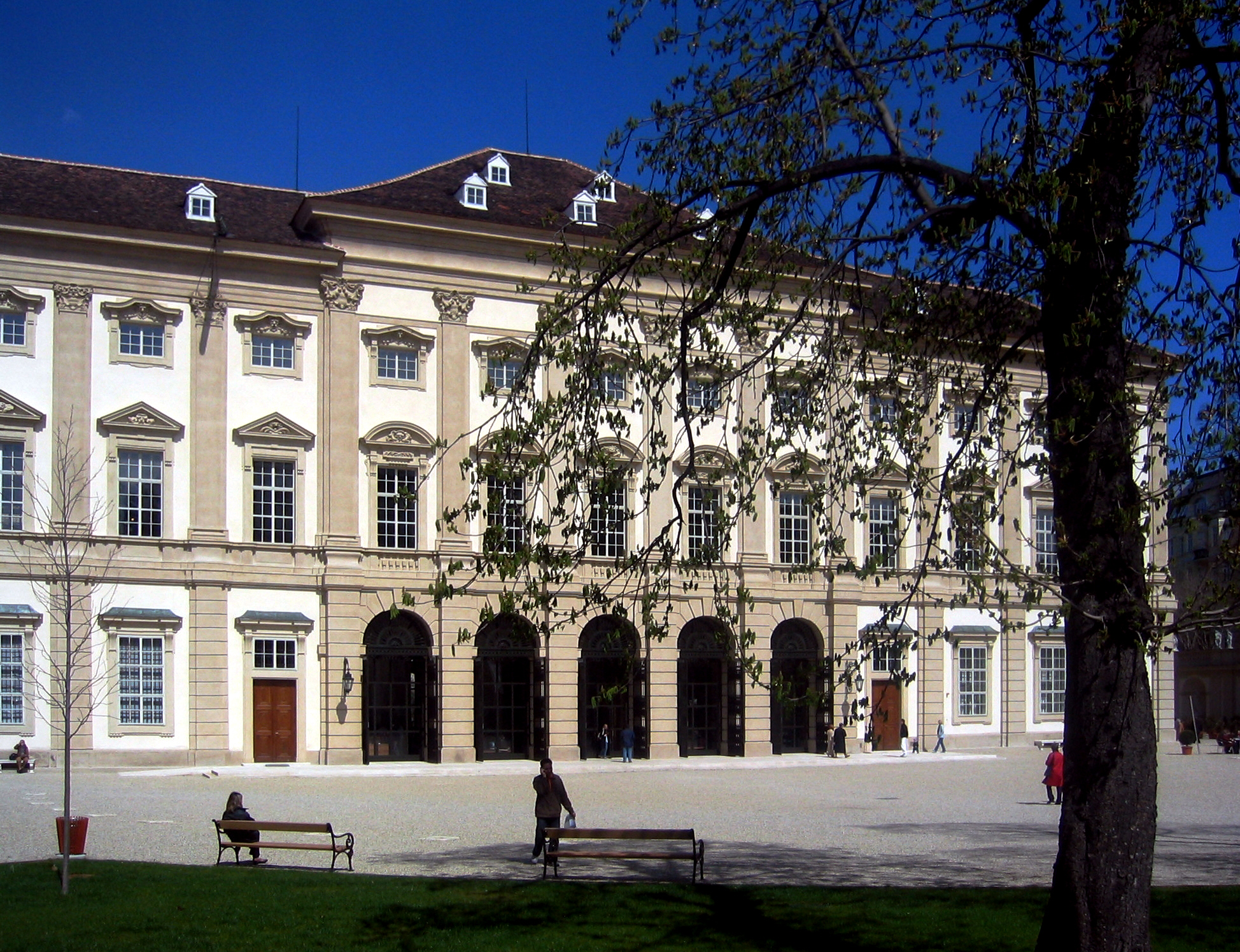
Gartenpalais Liechtenstein, wo die Sammlung 2004–2012 regelmäßig ausgestellt wurde

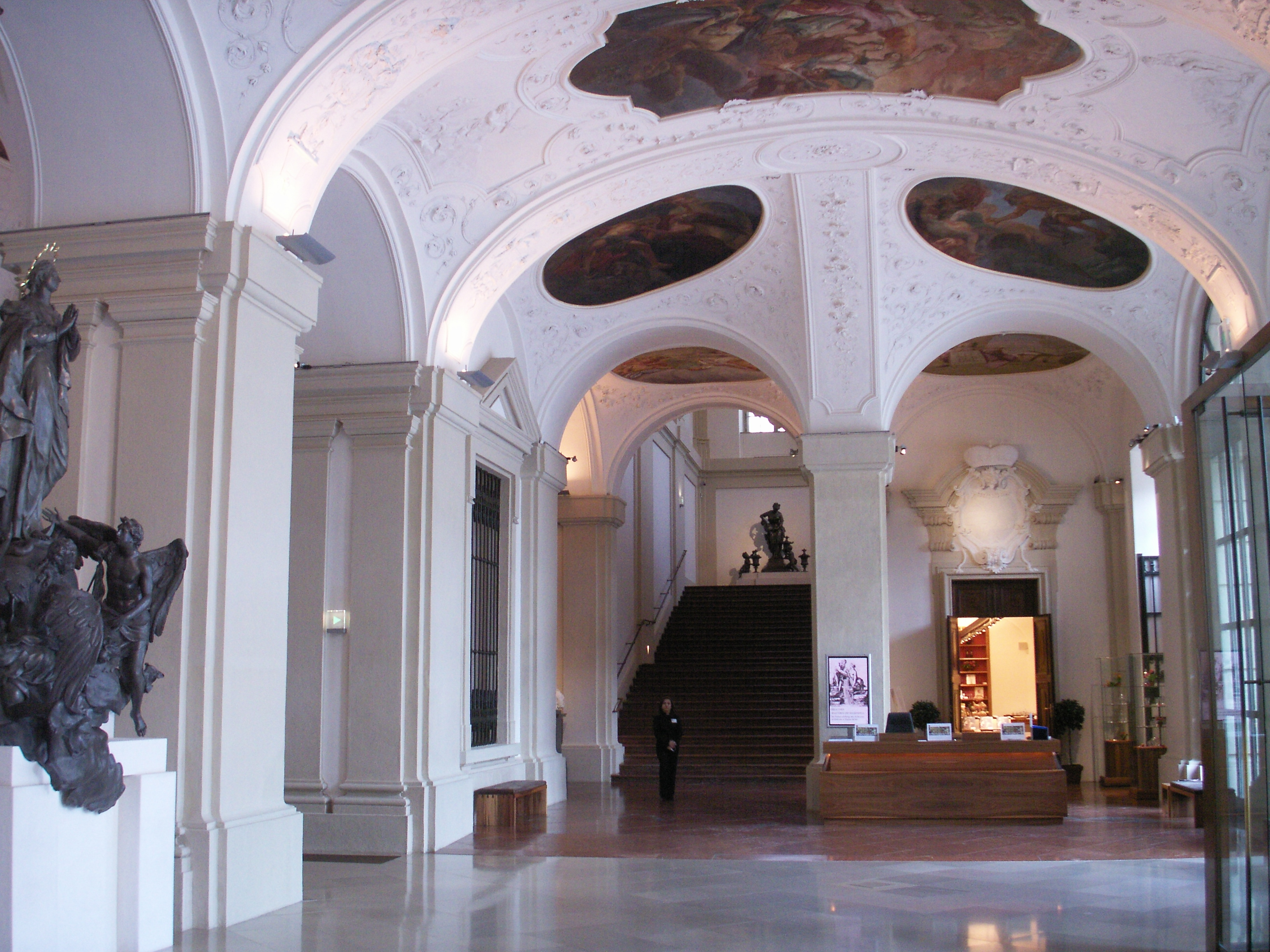
Die sala terrena ist der Eingangsbereich mit Fresken von Johann Michael Rottmayr und einer Madonnenstatue von Franz Xaver Messerschmidt.

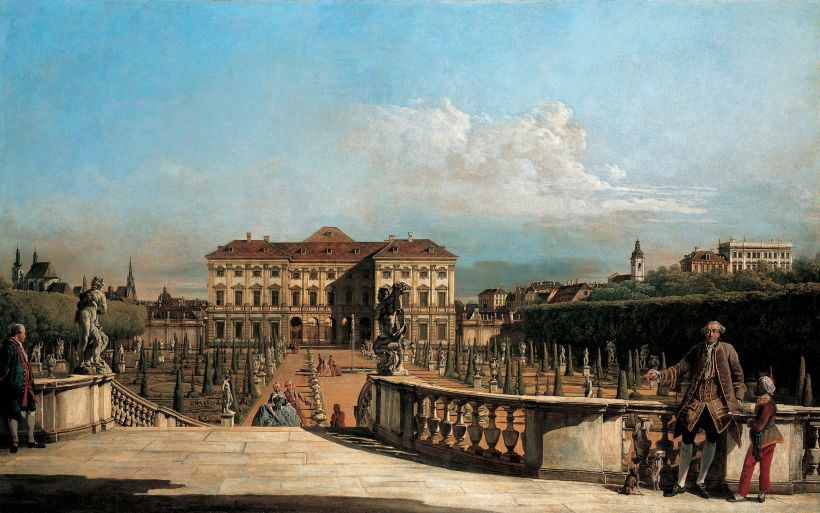
Bernardo Bellotto-Canaletto, Das Gartenpalais Liechtenstein 1759

Die Fürstlichen Sammlungen des Hauses Liechtenstein ist eine bedeutende private Kunstsammlung. Sie umfasst Gemälde und Plastiken aus vier Jahrhunderten: der zeitliche Rahmen geht von der Renaissance bis zum Biedermeier. Sie ist im Besitz der Stiftung Fürst Liechtenstein.
Die Liechtenstein-Sammlungen werden unter dem Begriff „The Princely Collection“ publiziert. Ihr Leiter ist seit April 2023 Stephan Koja. Die Sammlungen sind Teil des Netzwerks „Private Art Collections“.
Sie sind nicht mehr in einem Museum ausgestellt, es gibt aber gelegentliche Präsentationen und Sonderausstellungen eines Teils davon.

## Auswahl

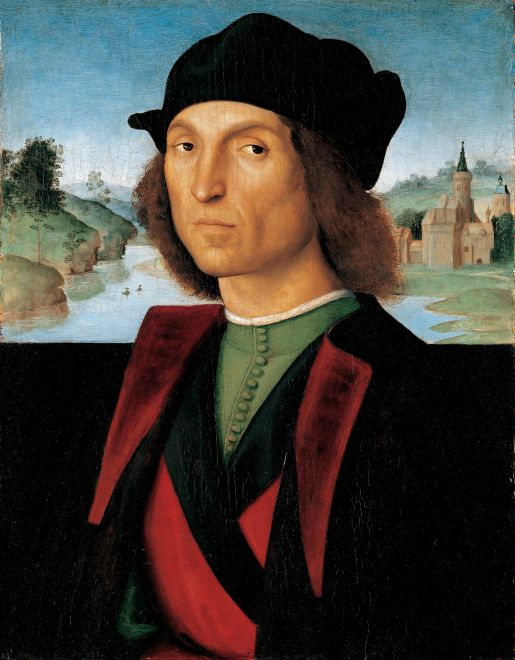
Raphael, Portrait eines Mannes
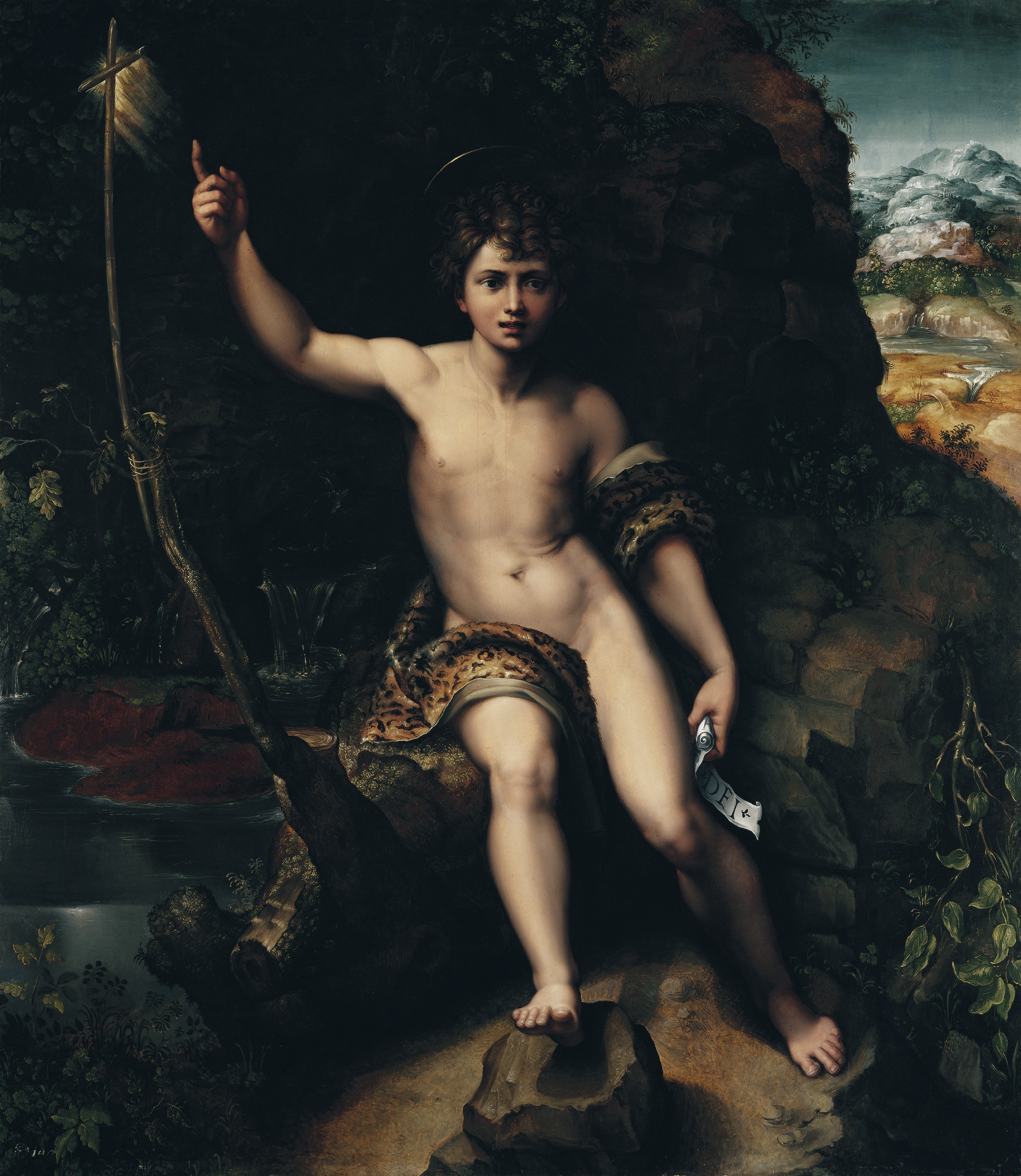
Giulio Romano, Der Heilige Johannes in der Wüste
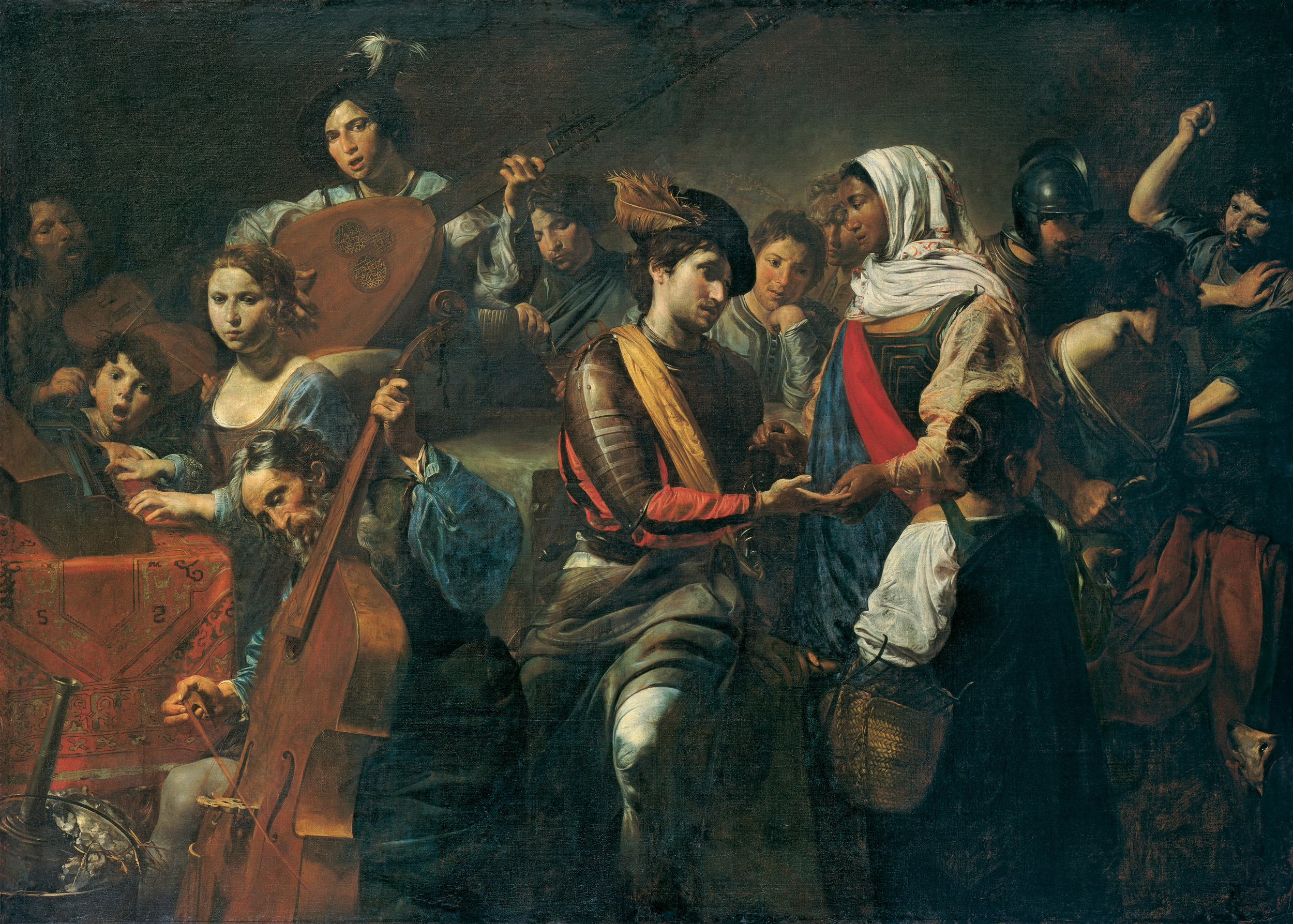
Jean Valentin de Boulogne, Fröhliche Gesellschaft mit Wahrsagerin
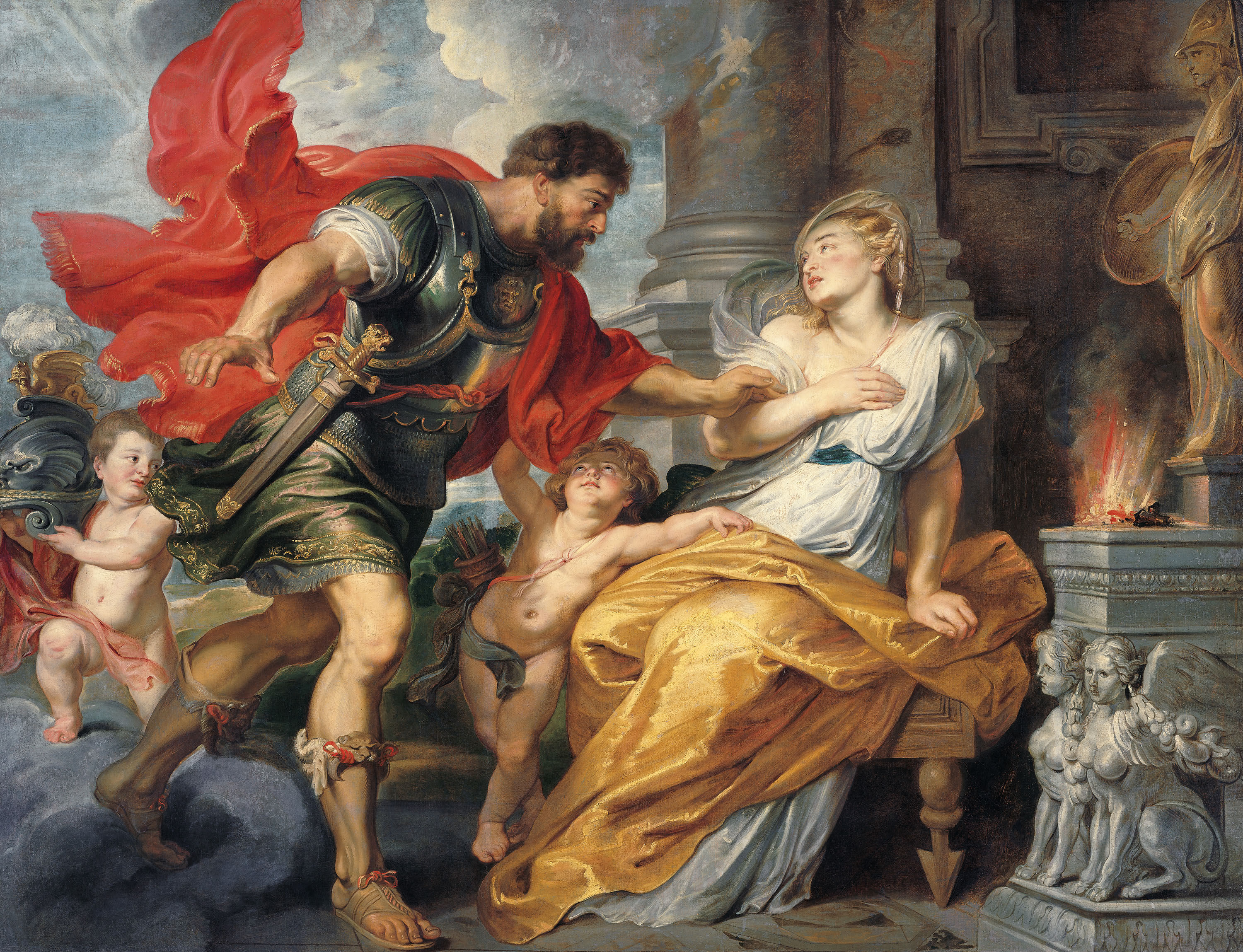
Rubens, Mars und Rhea Silvia
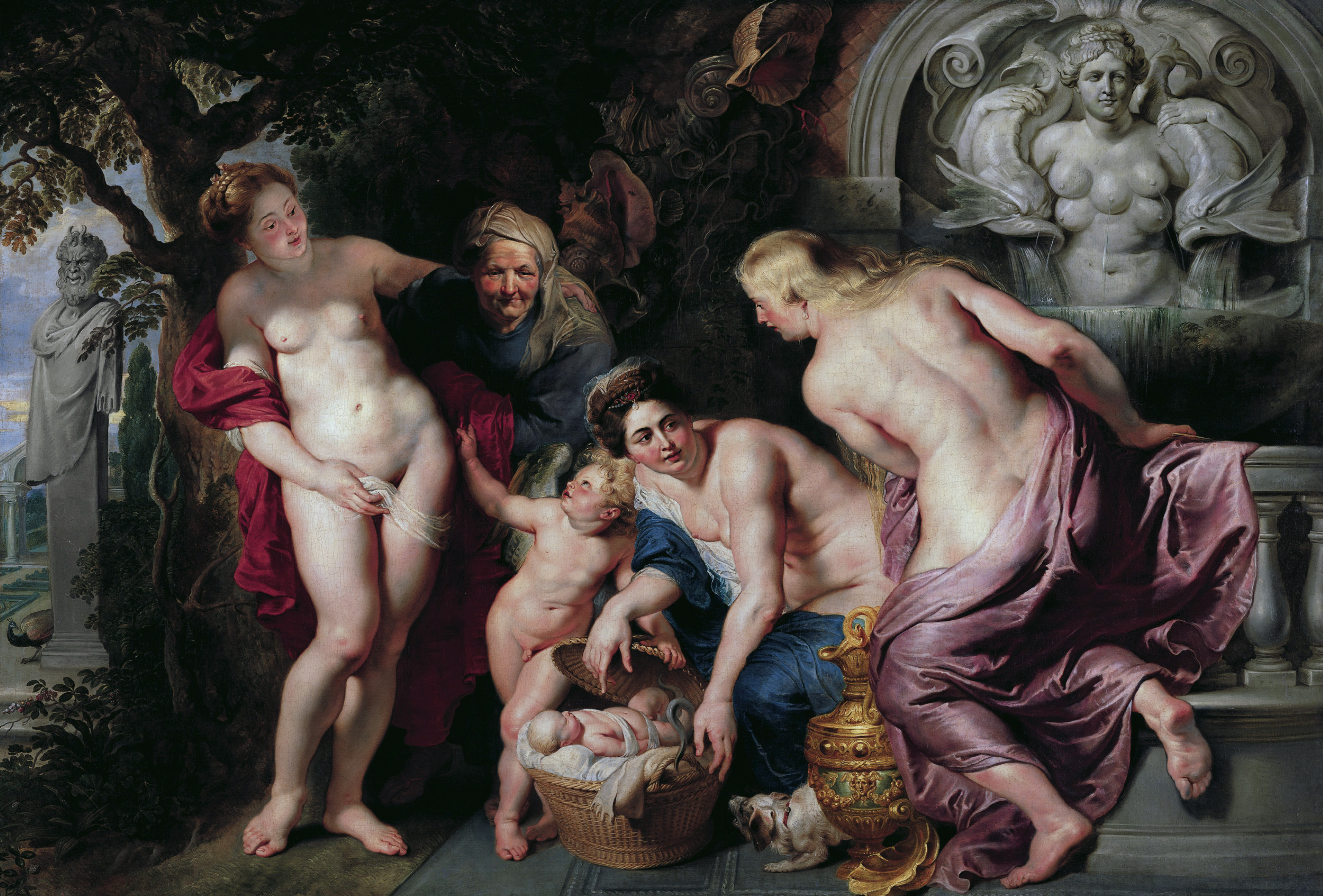
Rubens, Auffindung des kleinen Erichthonios durch die Töchter des Kekrops
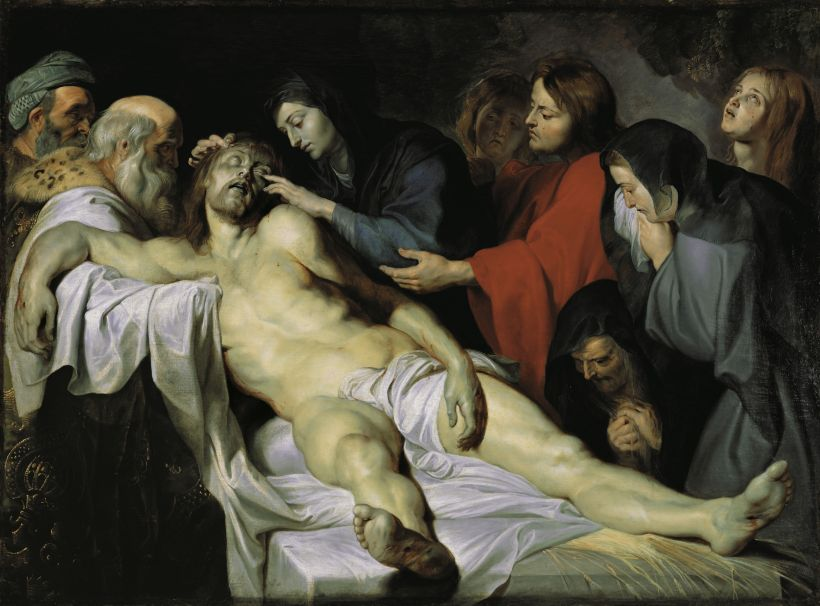
Rubens, Die Beweinung Christi
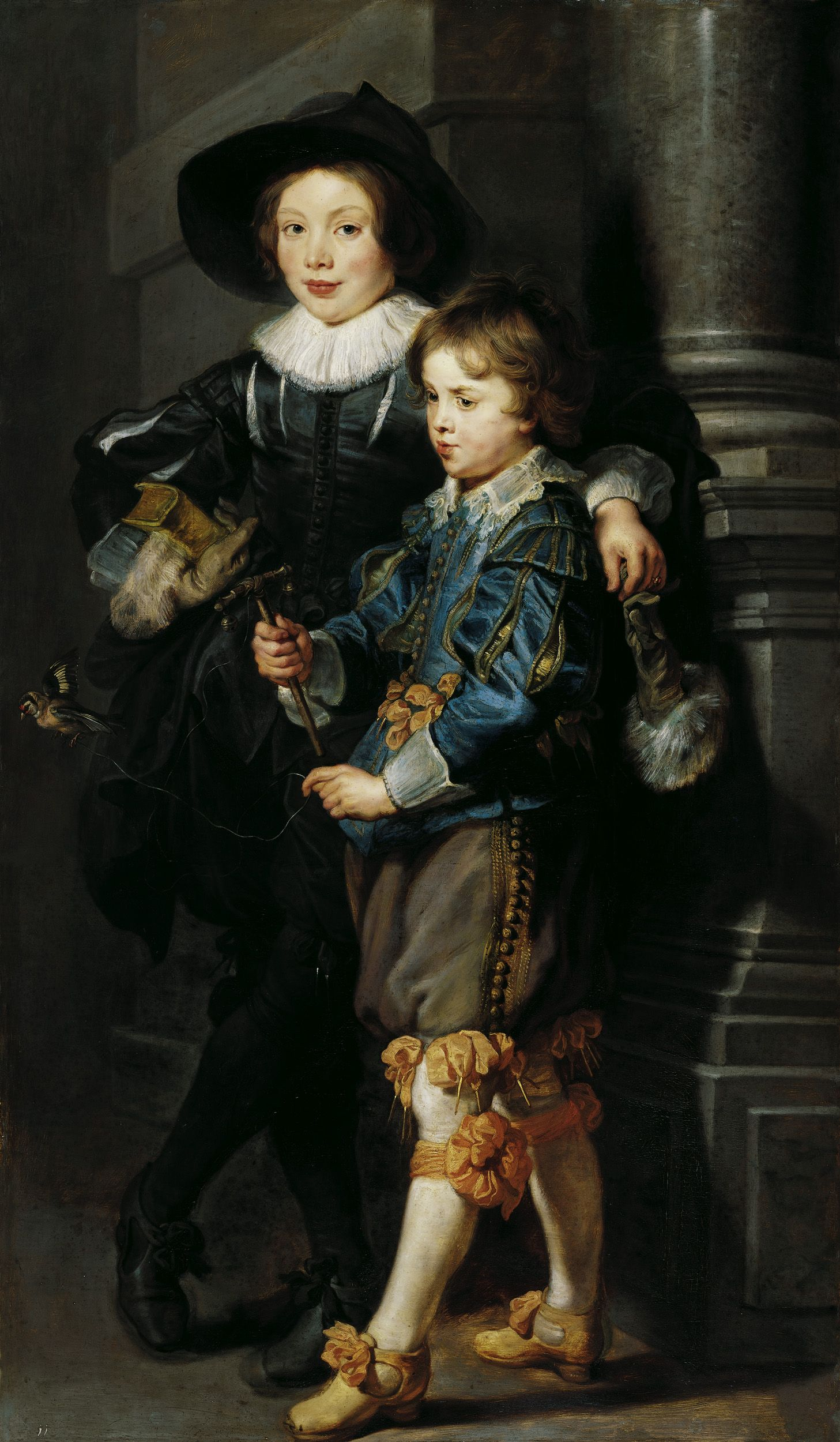
Rubens, Portrait der Söhne Albert und Nicolaas
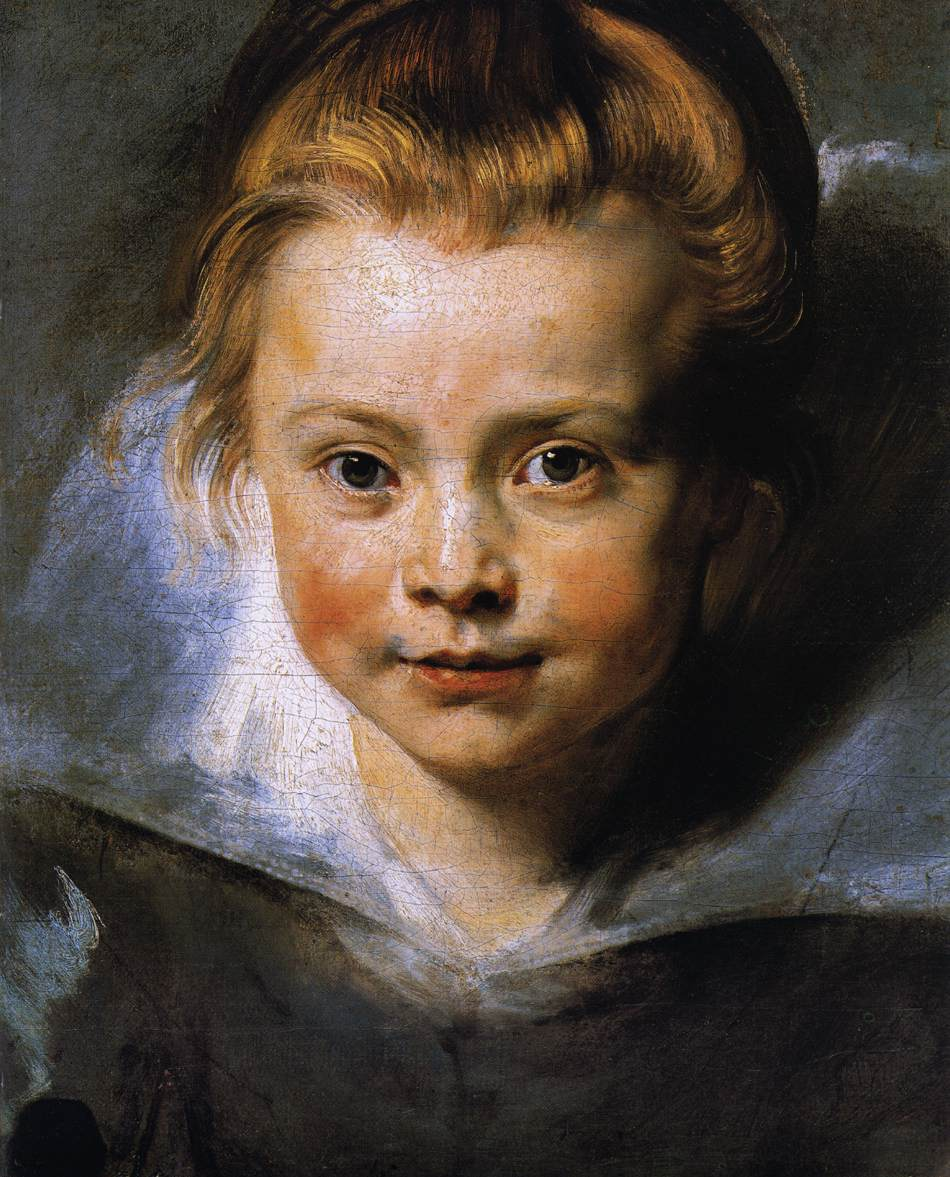
Rubens, Portrait seiner Tochter Clara
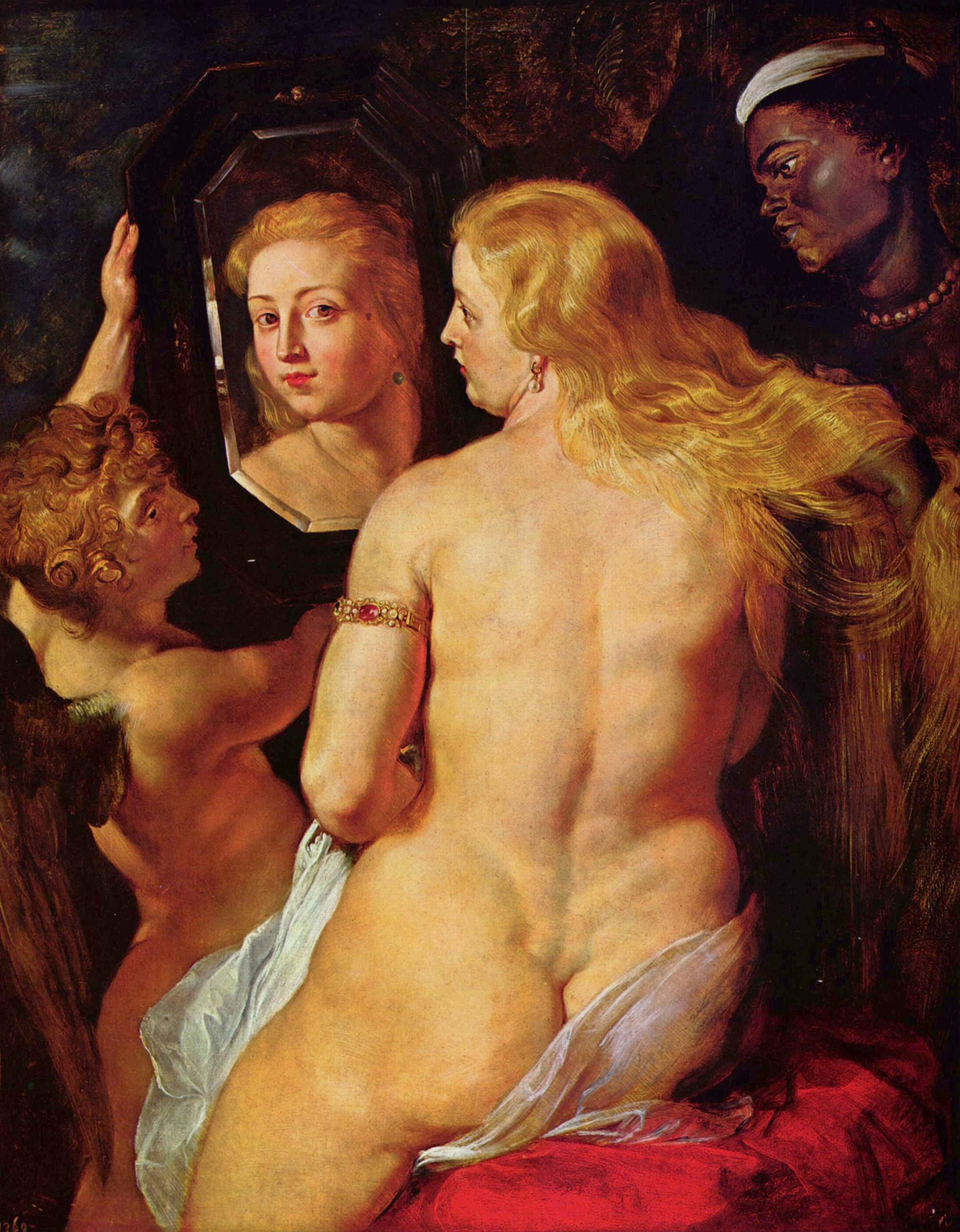
Rubens, Toilette der Venus
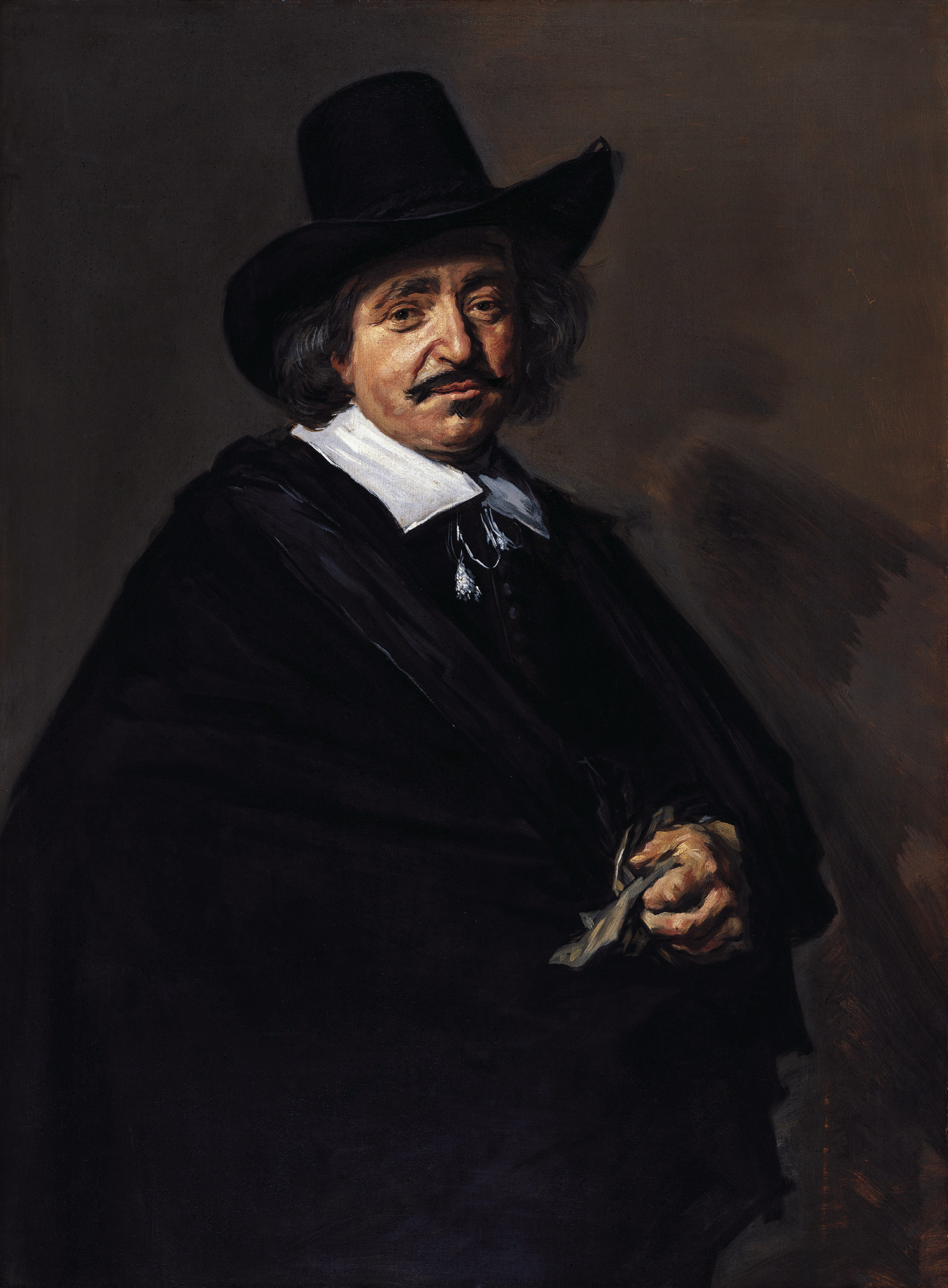
Frans Hals, Bildnis eines Mannes
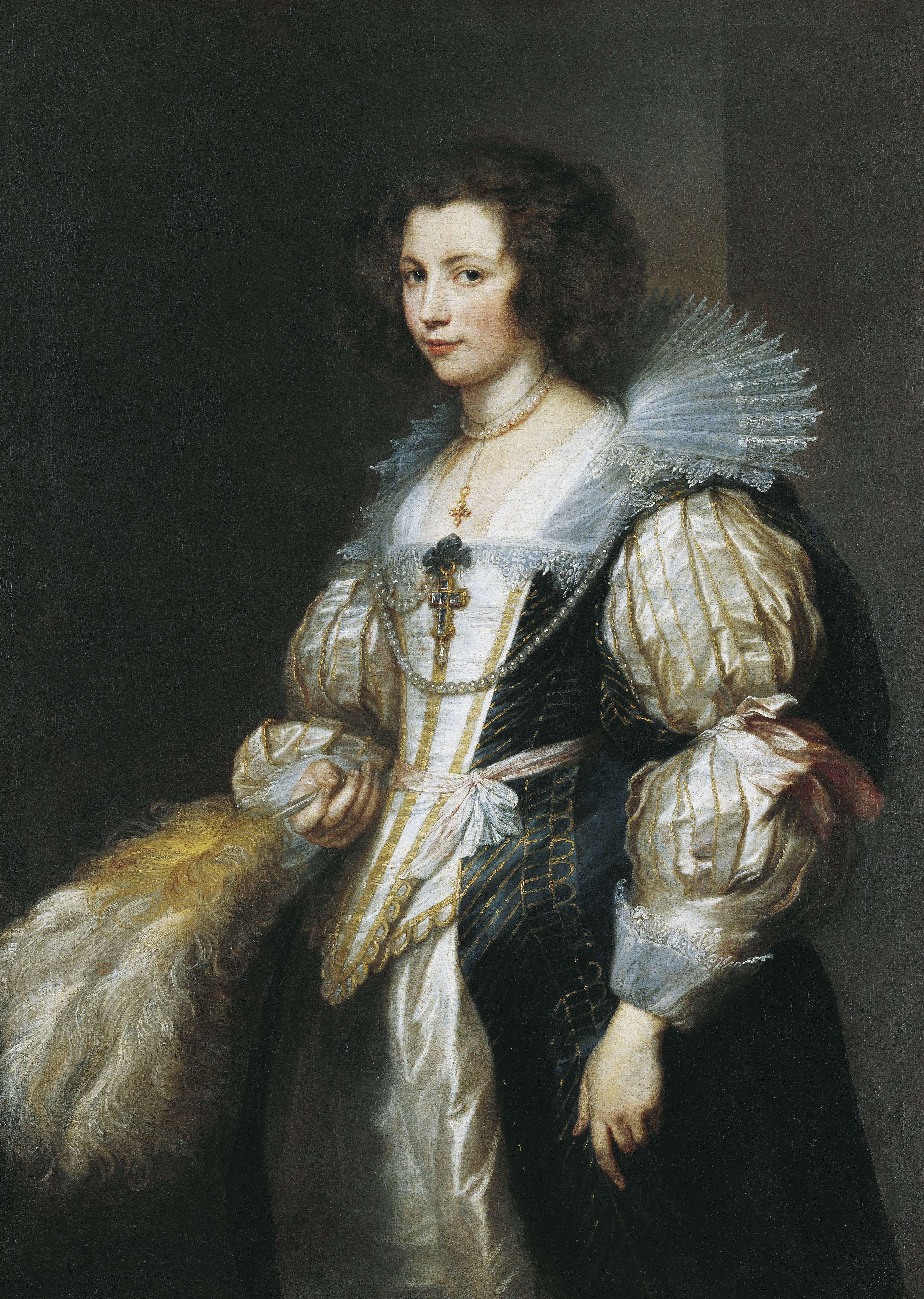
Van Dyck, Portrait Marie Louise von Taxis
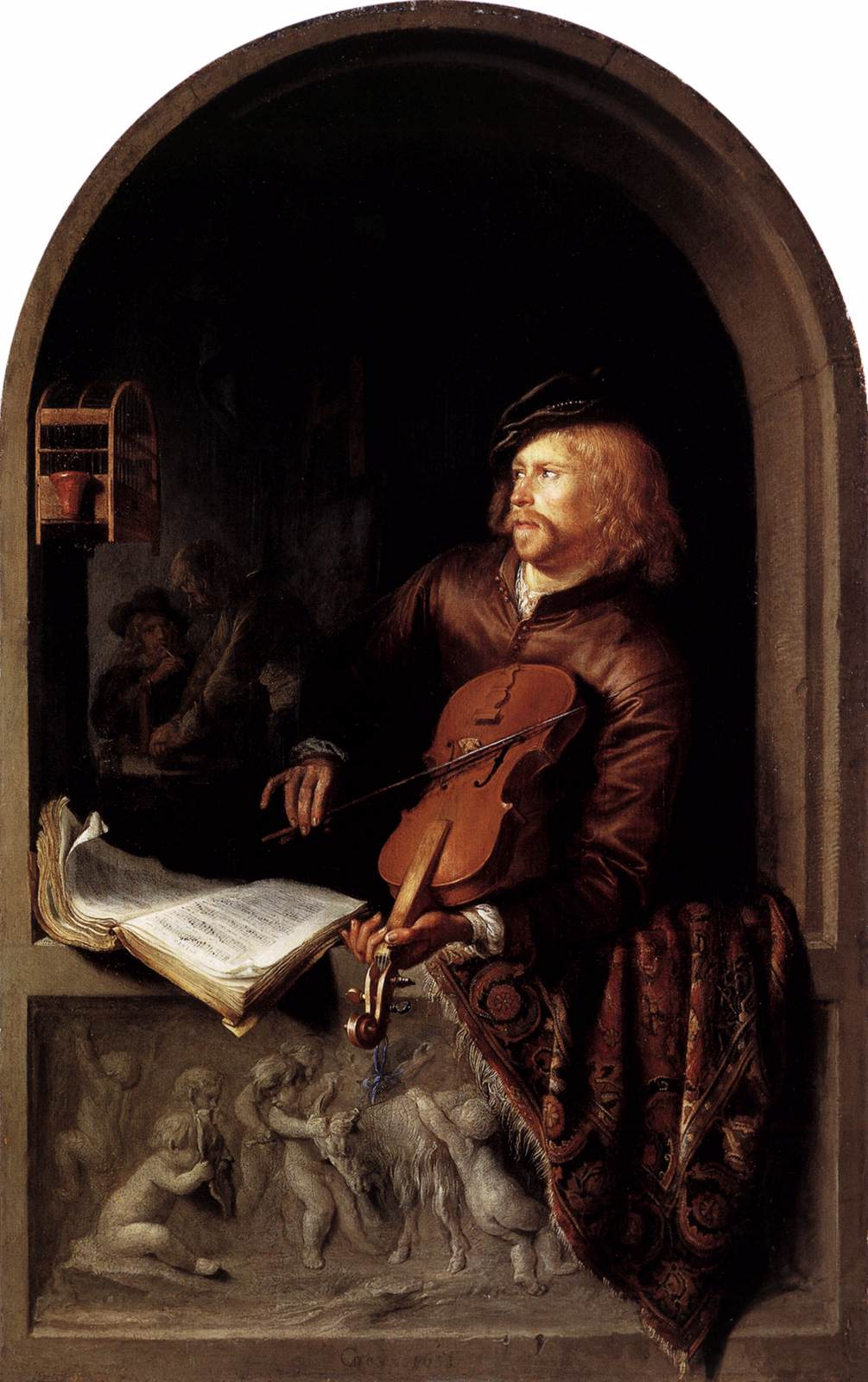
Gerard Dou, Violinspieler
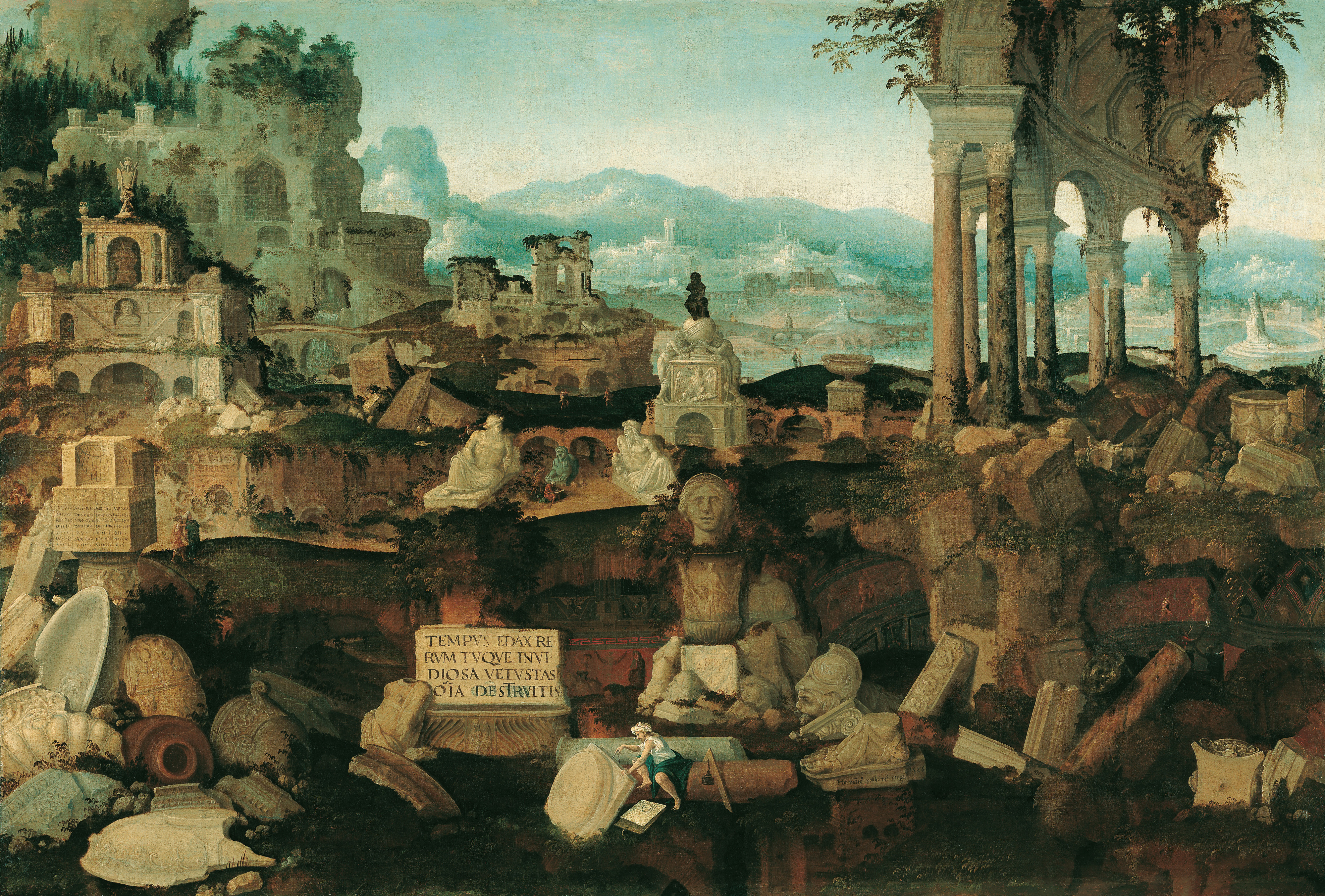
Herman Posthumus, Ruinenlandschaft
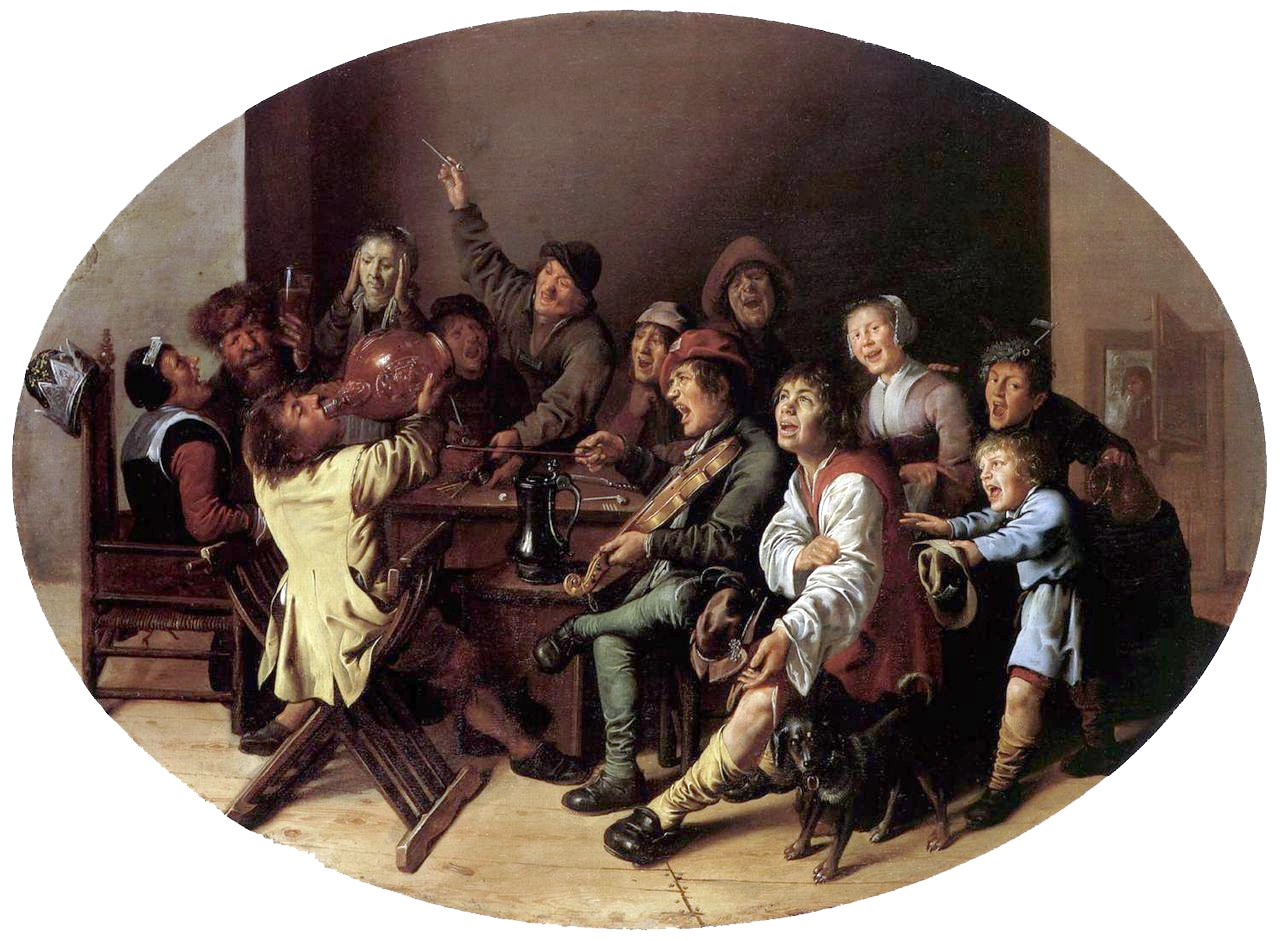
Molenaer, Der König trinkt
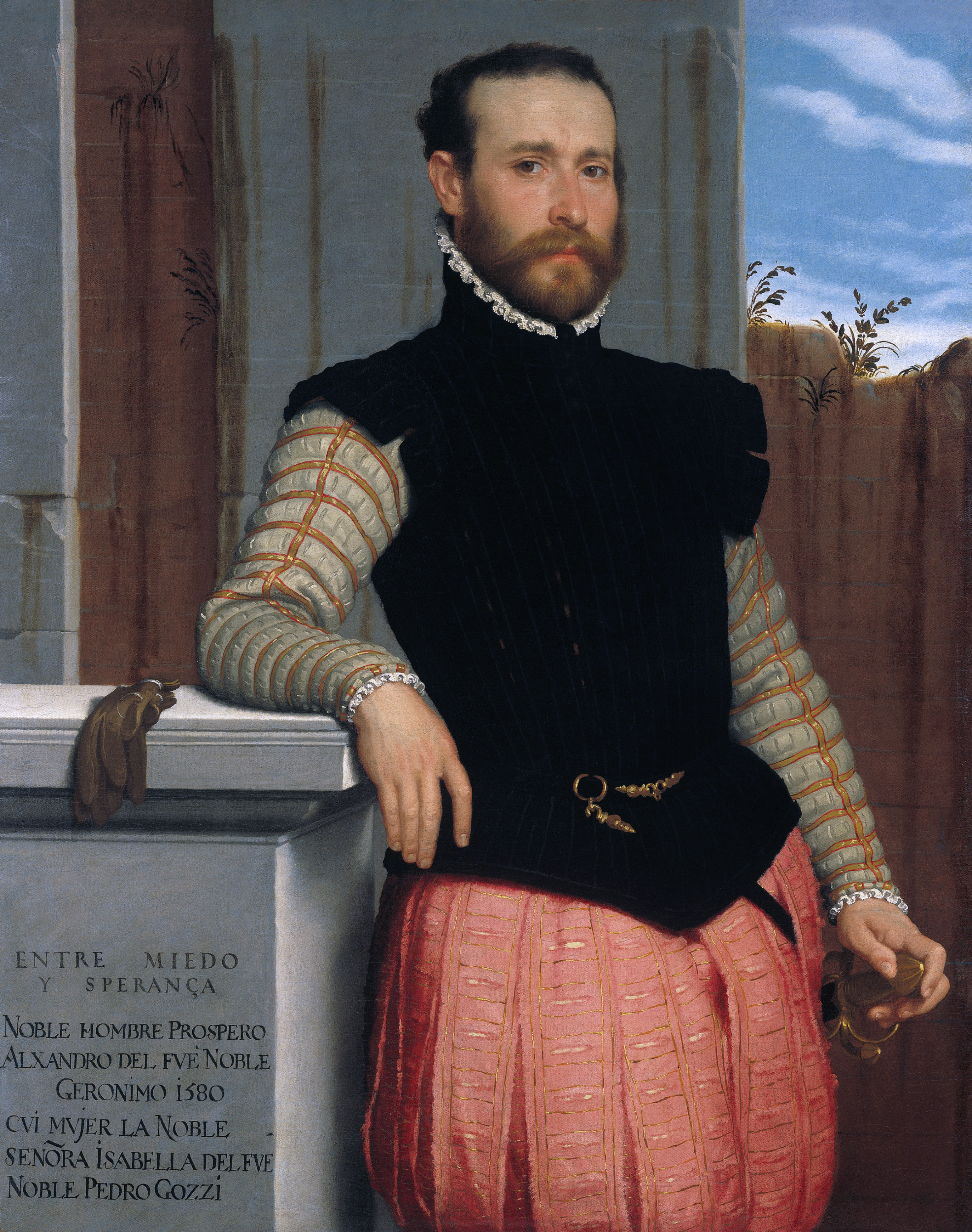
Giovanni Battista Moroni, Prospero Alessandri
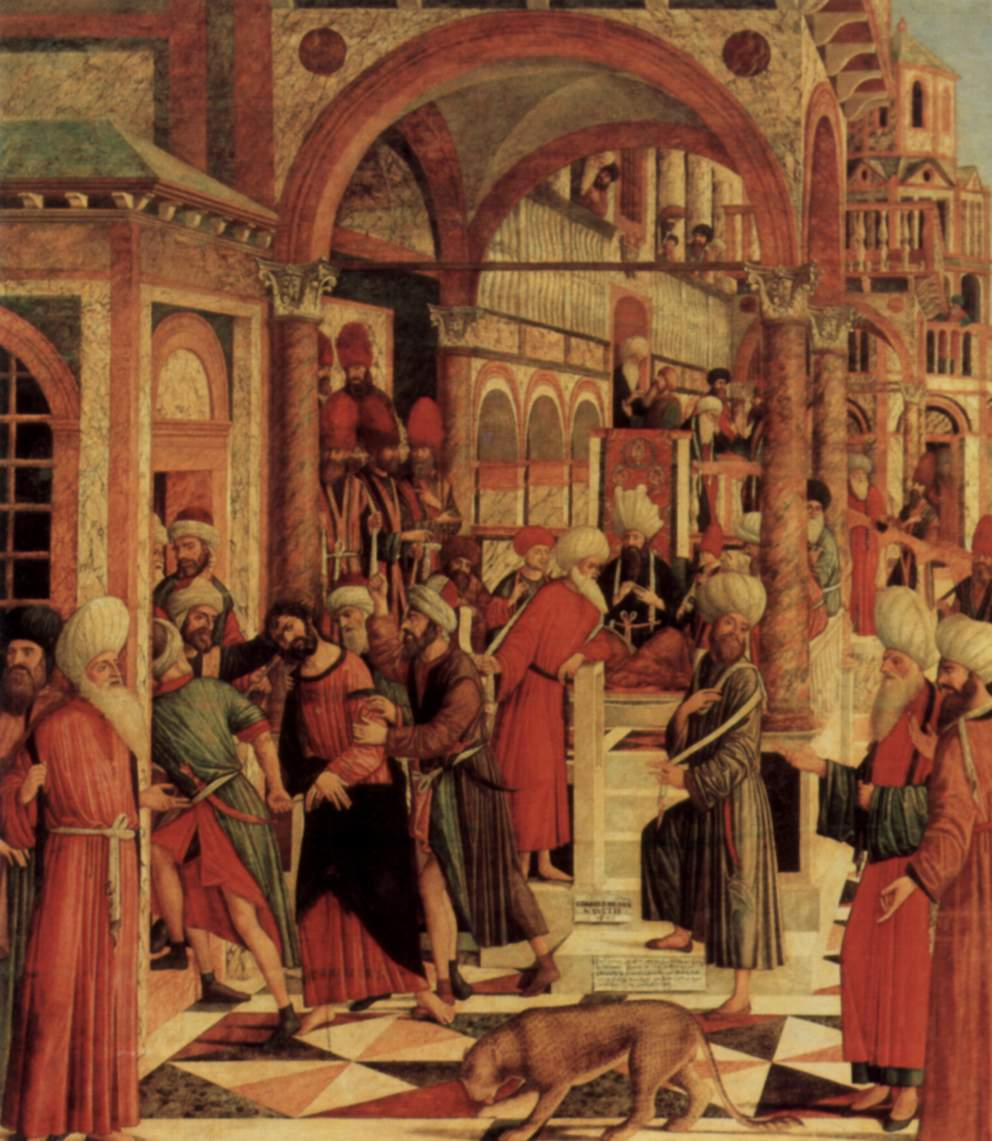
Mansueti, Gefangennahme des hl. Markus
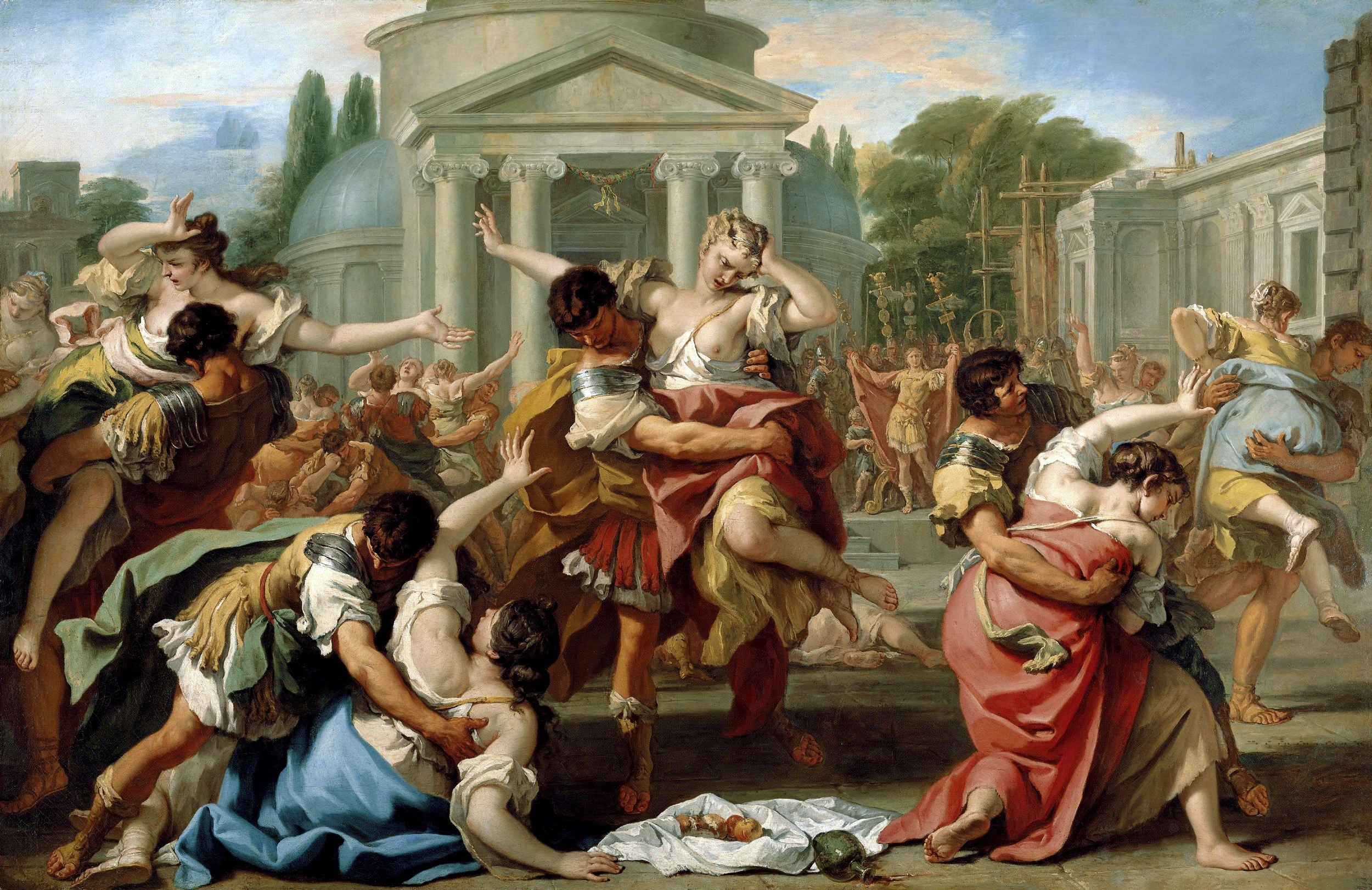
Sebastiano Ricci, Der Raub der Sabinerinnen
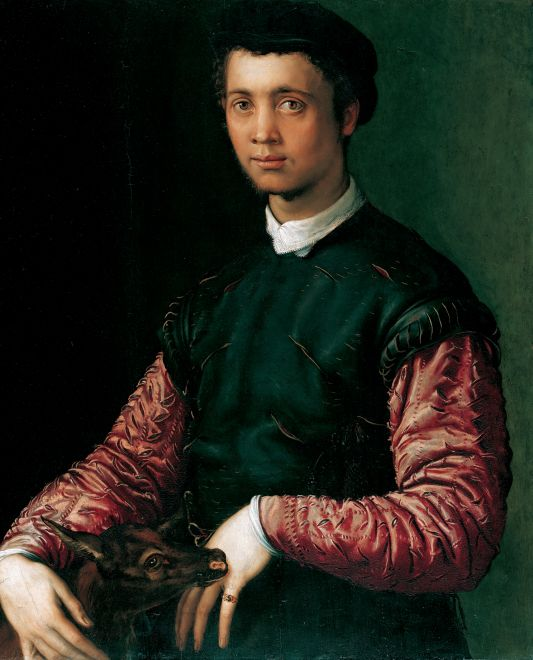
Salviati, Portrait eines jungen Mannes
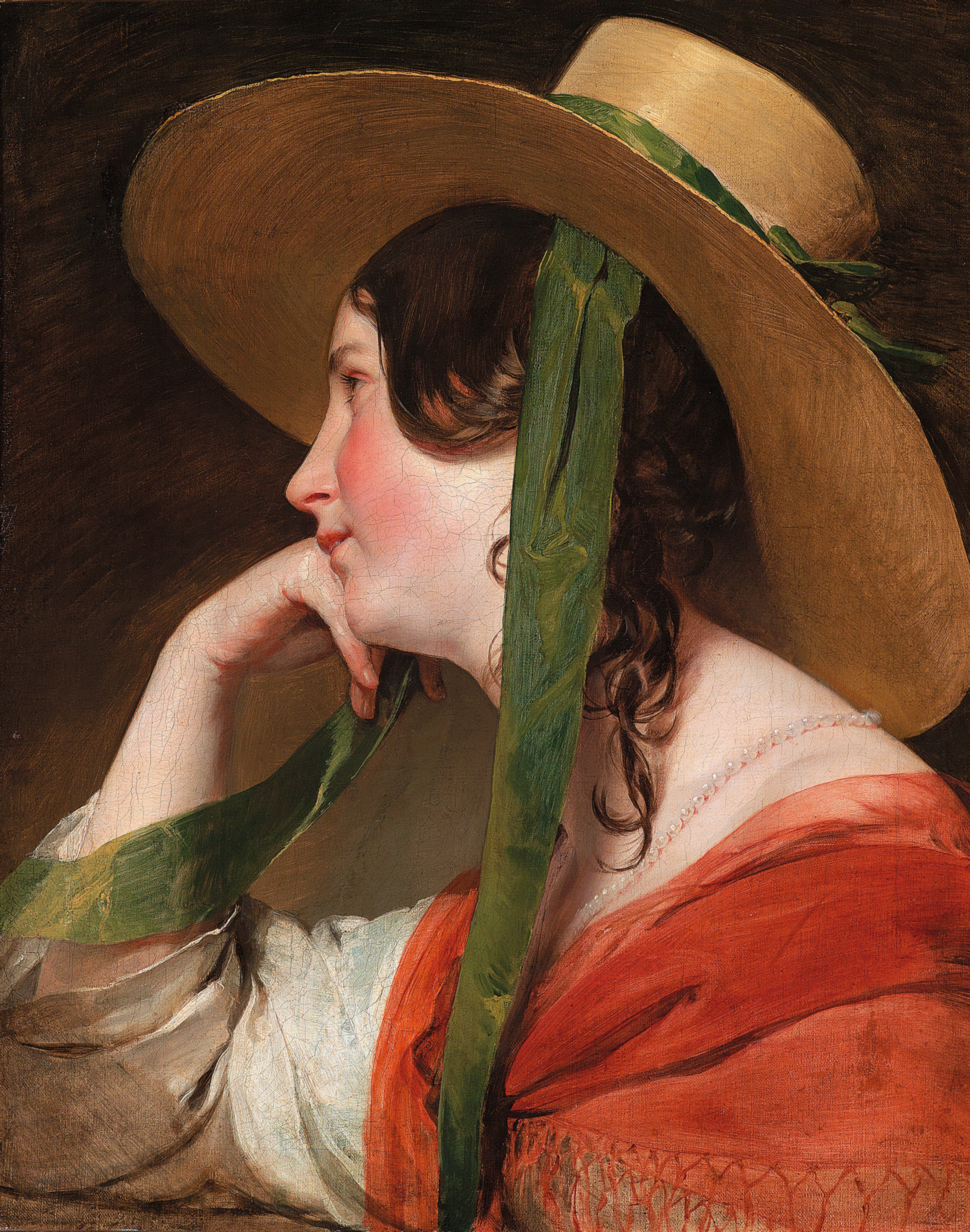
Friedrich von Amerling, Mädchen mit Strohhut
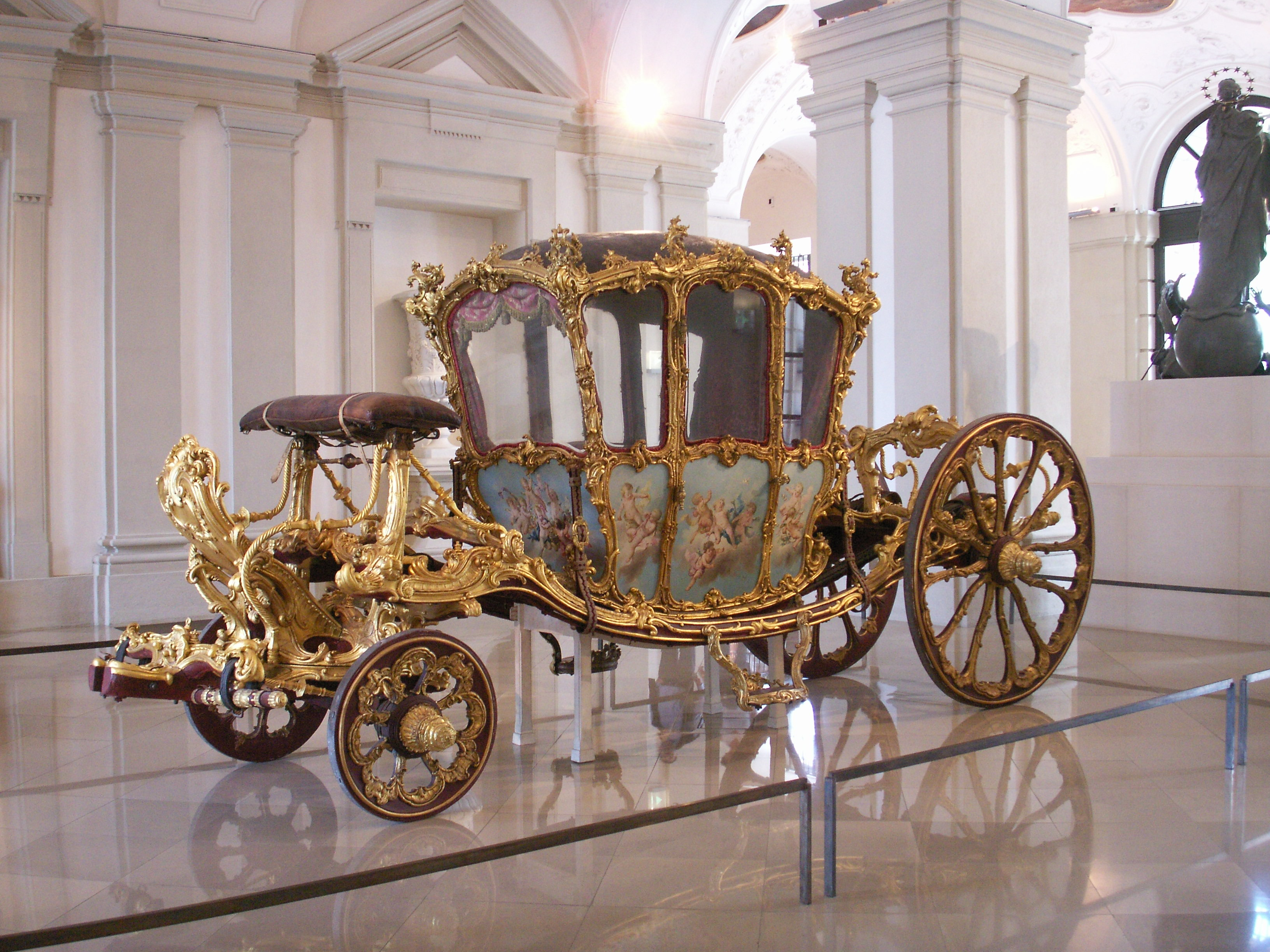
Goldener Wagen des Fürsten Joseph Wenzel I. von Liechtenstein (1738)

## Ehemaliger Ausstellungsbetrieb im Gartenpalais Liechtenstein
2004–2011 wurde im Gartenpalais Liechtenstein (9. Wiener Gemeindebezirk Alsergrund) unter der Bezeichnung Liechtenstein Museum ein großer Teil der Sammlung ausgestellt.
Im Palais war bereits von 1805 bis 1938 die Privatsammlung des Hauses Liechtenstein zu besichtigen, die nach dem „Anschluss Österreichs“ an das nationalsozialistische Deutsche Reich Anfang des Jahres 1945 von Gustav Wilhelm nach Liechtenstein gebracht wurde.
Vom 29. März 2004 bis Anfang 2012 wurde die Sammlung als zu fixen Öffnungszeiten zugängliches Kunstmuseum präsentiert. Der Schwerpunkt der Präsentation lag – dem Ambiente des Gebäudes entsprechend – auf dem Barockzeitalter, vor allem auf dem Werk von Peter Paul Rubens. Im Erdgeschoß war auch der Prunkwagen des Fürsten Johann Adam Andreas ausgestellt, mit dem er in diplomatischer Mission nach Paris reiste.
Am 15. November 2011 wurde bekanntgegeben, dass der reguläre Museumsbetrieb wegen der hinter den ursprünglichen Erwartungen sehr stark zurückgebliebenen Besuchszahlen (bis zu 300.000 Besuche pro Jahr erwartet, tatsächlich etwa 45.000) mit Jänner 2012 beendet wird. Seit damals ist der Museumsbetrieb eingestellt. Der Fokus wurde nunmehr auf Veranstaltungen und gebuchte Führungen durch die Fürstlichen Sammlungen gelegt. Der Name Liechtenstein-Museum wird nicht mehr verwendet. Das Palais bleibt Heimat eines Teils der Sammlung. Diese umfasst auch mit dem Badminton Cabinet das (derzeit) teuerste Möbelstück der Welt.
Das Stadtpalais Liechtenstein im 1. Bezirk, das seit 2009 zum zweiten Standbein des Museums ausgebaut wurde und ursprünglich im Herbst 2011 hätte eröffnet werden sollen, beherbergt ebenfalls Kunstwerke der Fürstlichen Sammlungen, wird aber wie das Gartenpalais nicht mehr als Museum bezeichnet und bietet keinen regulären Museumsbetrieb.